# Endochironomus diversicolor
Endochironomus diversicolor är en tvåvingeart som beskrevs av Linevich 1963. Endochironomus diversicolor ingår i släktet Endochironomus och familjen fjädermyggor. Inga underarter finns listade i Catalogue of Life.